# Ośrodek Zapasowy 2 Dywizji Piechoty Legionów
Ośrodek Zapasowy 2 Dywizji Piechoty Legionów (OZ 2 DP Leg.) – oddział piechoty Wojska Polskiego, nie istniejący w czasie pokoju.

## Formowanie i organizacja
Ośrodek Zapasowy 2 Dywizji Piechoty Leg. nie istniał w organizacji pokojowej Wojska Polskiego. Był Jednostką mobilizowaną zgodnie z planem mobilizacyjnym „W”, w II rzucie mobilizacji powszechnej. Jednostką mobilizującą Ośrodek Zapasowy 2 Dywizji Piechoty Leg. był 3 pułk piechoty Leg.. Ośrodek miał być formowany według organizacji wojennej L.3010/mob.org., ukompletowany zgodnie z zestawieniem specjalności oraz uzbrojony i wyposażony zgodnie z wojennymi należnościami materiałowymi. W skład ośrodka zapasowego ramowo wchodziło:
- dowództwo ośrodka zapasowego,
- kompania gospodarcza ośrodka zapasowego,
- kompania podchorążych rezerwy ośrodka zapasowego,
- trzy bataliony ośrodka zapasowego po trzy kompanie strzeleckie i jednej kompanii ckm,
- pluton przeciwpancerny ośrodka zapasowego,
- pluton pionierów ośrodka zapasowego,
- pluton łączności ośrodka zapasowego,
- pluton zwiadowców ośrodka zapasowego[3].

Po zmobilizowaniu wszystkich jednostek przewidzianych planem "W" w ramach mobilizacji alarmowej i powszechnej, w koszarach 3 pp Leg w Jarosławiu pozostała nadwyżka rezerwistów. Oddział Zbierania Nadwyżek 3 pp Leg. pod dowództwem mjr Kazimierza Nizieńskiego był głównym zgrupowaniem, które weszło w skład Ośrodka Zapasowego 2 Dywizji Piechoty Legionów. Dodatkowo w ramach mobilizacji powszechnej do Ośrodka byli wcielani powołani rezerwiści bezpośrednio w jego szeregi. Dowództwo OZ 2 DP Leg. sprawował ppłk Jan Wójcik (pokojowy I zastępca dowódcy 3 pp Leg.), zastępcą był mjr Kazimierz Nizieński (pokojowy II zastępca dowódcy 3 pp Leg.). Po sformowaniu Ośrodek miał przejść z Jarosławia do Tarnopola. W skład OZ 2 DP Leg. miały wejść OZN 2 pp Leg. z Sandomierza i OZN 4 pp Leg. z Kielc. Większa część OZN 4 pp Leg. wykorzystano po dozbrojeniu, do sformowania pododdziałów improwizowanej Grupy „Kielce” płk dypl. Kazimierza Glabisza. Część OZN 4 pp Leg. pod dowództwem mjr Boguchwała Ogłazy ewakuowano do Sandomierza. Tam część OZN 4 pp Leg. dołączył do OZN 2 pp Leg. pod dowództwem kpt. Jana Szopę. Z uwagi na odcięcie drogi do Jarosławia przez jednostki niemieckie. Oba OZN przeszły w kierunku wschodnim docierając 12 września do Zamościa. Skąd podjęły dalszy marsz w kierunku do Tarnopola. 17 września w rejonie Włodzimierza Wołyńskiego OZN 2 i 4 pp Leg. rozwiązano. Zgodnie z rozkazem Ministra Spraw Wojskowych mobilizację oddziałów II rzutu mobilizacyjnego przyspieszono o dwa dni. Formowany OZ 2 DP Leg. był początkowo w koszarach 3 pp Leg. w Jarosławiu, po wykonaniu wstępnych czynności z uwagi na bombardowanie lotnictwa niemieckiego, dalsze czynności mobilizacyjne przeniesiono do wsi Szówsko za San. Wieczorem 8 września dowódca Okręgu Korpusu nr X gen. bryg. Wacław Wieczorkiewicz, wydał rozkaz dowódcy OZ 2 DP Leg. ppłk Janowi Wójcikowi zorganizowania obrony linii Sanu w rejonie Jarosławia i Radymna. Z wszystkich dostępnych oddziałów ppłk Jan Wójcik podjął organizację improwizowanej grupy bojowej pod nazwą Grupa „Jarosław”. W OZ 2 DP Leg. natychmiast zorganizowano z uzbrojonych żołnierzy batalion piechoty „M”. Dowództwo objął oficer mobilizacyjny 3 pp Leg. kpt. Józef Matheis. Batalion ten włączono do grupy ppłk. Jana Wójcika.  

## Działania bojowe
10 września OZ 2 DP Leg. pod dowództwem mjr. Kazimierza Nizieńskiego został ewakuowany do Lubaczowa. Skąd pomaszerował w kierunku Tarnopola, 12 września dotarł do Bełżca, gdzie z pozostałych uzbrojonych żołnierzy zorganizowany następny batalion bojowy. Nosił on nazwę - zbiorczy batalion osłonowy OZ 2 DP Leg. pod dowództwem kpt. Tadeusza Dawidowicza. Do OZ 2 DP Leg. dołączyły grupy żołnierzy z batalionu „M” i batalionu marszowego 3 pp Leg. przedzierające się z rejonu Puszczy Różanieckiej. W następnych dniach OZ 2 DP Leg. podjął marsz w kierunku Rawy Ruskiej. W trakcie marszu batalion osłonowy w lesie między Bełżcem, a Lubyczą Królewską w walce odrzucił niemiecki oddział rozpoznawczy. Dalszy marsz prowadzono przez Mosty Wielkie, Kamionkę Strumiłową i dotarł do Brodów. 16 września Ośrodek wymaszerował z Brodów, przez Podkamień w kierunku Tarnopola. 18 września rano w miasteczku Załoźce OZ 2 DP Leg. dostał się do sowieckiej niewoli.

## Dowództwo OZ 2 DP Leg.
- dowódca - ppłk Jan Wójcik[7]
- zastępca dowódcy - mjr Kazimierz Nizieński
- dowódca batalionu „M” - kpt. Józef Matheis
  - dowódca kompanii strzeleckiej - kpt. Jan Pietrzak
- dowódca zbiorczego batalionu osłonowego - kpt. Tadeusz Dawidowicz
  - dowódca 1 kompanii strzeleckiej - por. Mieczysław Maroszek
  - dowódca I plutonu - ppor. rez. Henryk Kaliński
  - pluton ckm (na taczankach) - ppor. rez. Jan Bolesław Krokosz